# 洛克希德 CL-475
洛克希德 CL-475（英語：Lockheed CL-475)是一架由伊爾夫·卡佛設計的雙座單引擎輕型直升機。CL-475為三葉片主旋翼和雙葉片尾槳。

## 發展
1958年，伊爾夫·卡佛向洛克希德管理層提出了一個將直升機的旋翼葉片牢固地連接到軸的想法。1920年，胡安·德拉謝爾瓦曾嘗試過相同的概念，但由於陀螺力矩過大而無法控制旋翼。卡佛的研究使他相信有一種方法可以通過在旋翼中加入反饋系統來控製過度的俯仰和橫滾力矩。卡佛使用一套稱為“順從因素”的裝置解決高控制力矩。它使槳葉向前保持不到1度，這將對反向的槳葉施加修正順槳輸入。這實質上就是時刻反饋系統。在他提出想法之前，已經建立了一個遙控模型證明這個概念的可行性。洛克希德公司允許他使用部分飛行測試機庫、一名飛級測試工程師和兩名機械師進行測試。

CL-475是一款採用並排座位和玻璃駕駛艙的雙座直升機，並採用織物覆蓋的鋼鋁結構。起落架採用後三輪式設計，兩個大輪子安裝在機身底部，前輪安裝在駕駛艙下方。該直升機採用1具140hp(104kW)的萊康明VO-360-A1A四缸風冷活塞式發動機，並且最初使用雙木製旋翼。
在柏本克組裝完成後，CL-475在莫哈韋沙漠愛德華空軍基地的羅莎蒙德湖進行測試。 它於1959年11月2日首飛，而飛行員報告說振動劇烈。經歷六個月的測試，洛克希德最終通過使用三葉片配置的金屬葉片並直接連接到旋轉斜盤的陀螺儀控制環來實現穩定性。在1960年代中期，CL-475供許多政府和軍事機構以及軍方試飛。剛性旋翼控制系統提供的穩定性使直升機易於飛行， 從CL-475剛性旋翼中得到的教訓後來被用於開發洛克希德XH-51和AH-56夏延直升機。
1975年，洛克希德將CL-475捐贈給美國國家航空太空博物館。這架直升機被借給阿拉巴馬州魯克爾堡的美國陸軍航空博物館，但目前放置在該博物館的倉庫中。

## 外部連結
（页面存档备份，存于）

### 註記
1. 1 2 3 4  Francillon 1982, pp. 414-415
2. ↑  Cefaratt, Gil, "Lockheed: The People Behind the Story", Turner Publishing Company, 2002, ISBN 978-1-56311-847-0.
3. 1 2  Francillon 1987
4. ↑  United States Army Aviation Museum. Rotary Wing Collection 的存檔，存档日期2009-07-07.. United States Army Aviation Museum Association. 2 January 2003. Accessed on 13 July 2009